# Darlington County
Darlington County ist ein County im Bundesstaat South Carolina der Vereinigten Staaten. Das U.S. Census Bureau hat bei der Volkszählung 2020 eine Einwohnerzahl von 62.905 ermittelt. Der Verwaltungssitz (County Seat) ist Darlington.

## Geographie
Das County liegt im Nordosten von South Carolina, ist im Norden etwa 40 km von North Carolina entfernt und hat eine Fläche von 1468 Quadratkilometern, wovon 15 Quadratkilometer Wasserfläche sind. Es grenzt im Uhrzeigersinn an folgende Countys: Marlboro County, Florence County, Lee County, Kershaw County und Chesterfield County.

## Geschichte
Darlington County wurde am 12. März 1785 gebildet und am 1. Januar 1800 in einen Gerichtsbezirk umgewandelt. Am 16. April 1868 erhielt es erneut den Status eines eigenständigen Countys. Wahrscheinlich wurde es nach der englischen Stadt Darlington benannt.

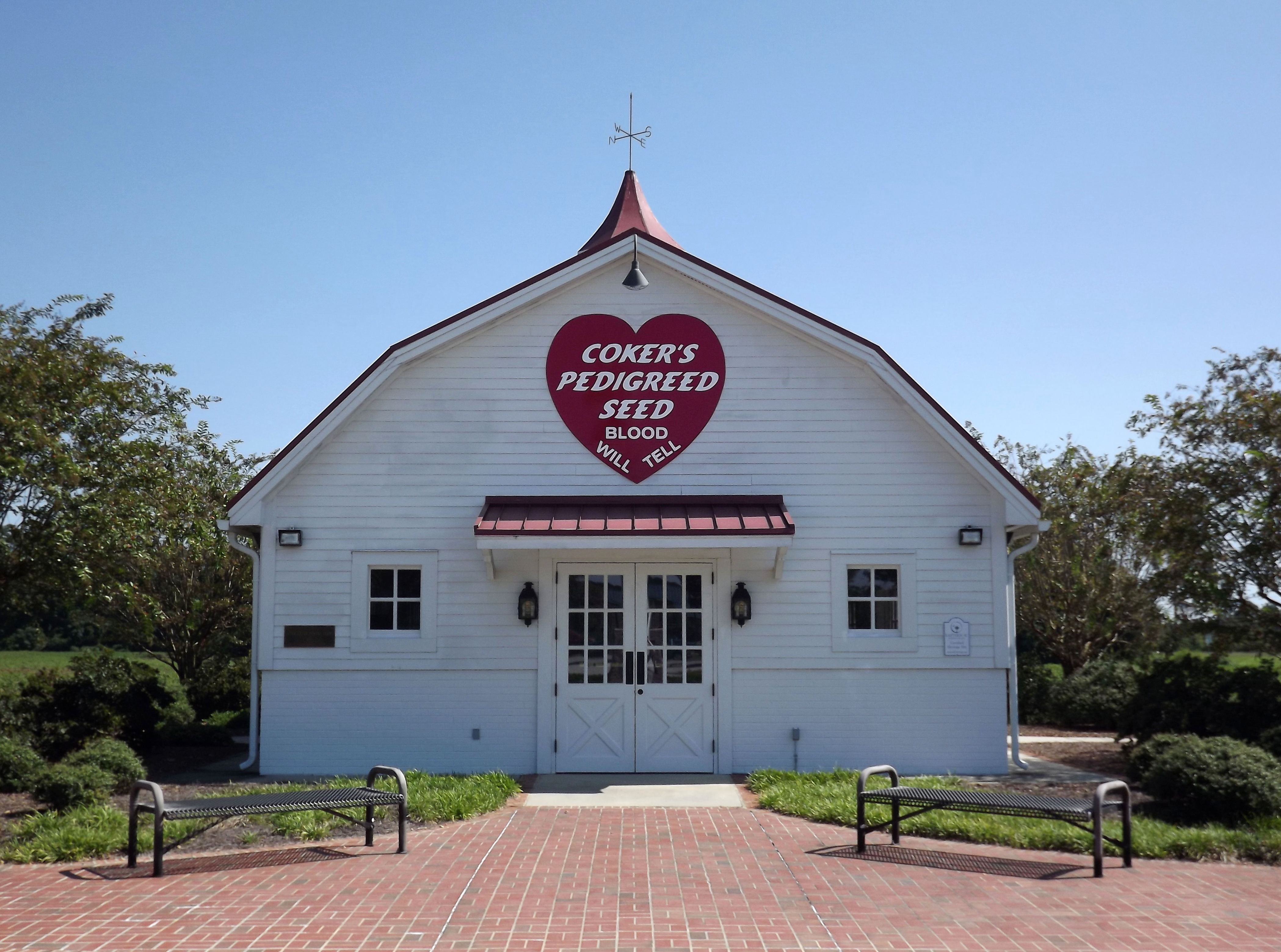
Coker Experimental Farms (2017)

Ein Ort im County hat den Status einer National Historic Landmark, die Coker Experimental Farms. 52 Bauwerke und Stätten des Countys sind im National Register of Historic Places (NRHP) eingetragen (Stand 27. Juli 2018).

## Demografische Daten
Nach der Volkszählung im Jahr 2000 lebten im Darlington County 67.394 Menschen in 25.793 Haushalten und 18.441 Familien. Die Bevölkerungsdichte betrug 46 Einwohner pro Quadratkilometer. Ethnisch betrachtet setzte sich die Bevölkerung zusammen aus 56,98 Prozent Weißen, 41,70 Prozent Afroamerikanern, 0,19 Prozent amerikanischen Ureinwohnern, 0,21 Prozent Asiaten, 0,01 Prozent Bewohnern aus dem pazifischen Inselraum und 0,39 Prozent aus anderen ethnischen Gruppen; 0,52 Prozent stammten von zwei oder mehr Ethnien ab. 0,98 Prozent der Bevölkerung waren spanischer oder lateinamerikanischer Abstammung.
Von den 25.793 Haushalten hatten 32,2 Prozent Kinder unter 18 Jahre, die bei ihnen lebten. 48,3 Prozent waren verheiratete, zusammenlebende Paare, 18,7 Prozent waren allein erziehende Mütter, 28,5 Prozent waren keine Familien, 25,1 Prozent waren Singlehaushalte und in 9,2 Prozent lebten Menschen mit 65 Jahren oder darüber. Die Durchschnittshaushaltsgröße betrug 2,57 und die durchschnittliche Familiengröße betrug 3,07 Personen.
26,3 Prozent der Bevölkerung war unter 18 Jahre alt. 9,0 Prozent zwischen 18 und 24, 28,2 Prozent zwischen 25 und 44, 24,4 Prozent zwischen 45 und 64 und 12,1 Prozent waren 65 Jahre alt oder älter. Das Durchschnittsalter betrug 36 Jahre. Auf 100 weibliche Personen kamen 89,8 männliche Personen und auf 100 Frauen im Alter von 18 Jahren und darüber kamen 84,6 Männer.
Das jährliche Durchschnittseinkommen eines Haushalts betrug 31.087 USD, das Durchschnittseinkommen einer Familie betrug 37.662 USD. Männer hatten ein Durchschnittseinkommen von 30.947 USD, Frauen 20.998 USD. Das Prokopfeinkommen betrug 16.283 USD. 16,4 Prozent der Familien und 20,3 Prozent der Bevölkerung lebten unterhalb der Armutsgrenze.

## Orte im Darlington County
Im Darlington County liegen vier Gemeinden, davon zwei Cities und zwei Towns. Zu Statistikzwecken führt das U.S. Census Bureau vier Census-designated places, die dem County unterstellt sind und keine Selbstverwaltung besitzen. Diese sind wie die Unincorporated Communities gemeindefreies Gebiet.
| Cities - Darlington - Hartsville | Towns - Lamar - Society Hill |

Census-designated places (CDP)
- Dovesville
- Lydia
- North Hartsville
- Pine Ridge

andere Unincorporated Communities
- Clyde
- Mont Clare
- Una 1

Ghost Town
- Springville